# Paul Keller (Politiker)
Paul Keller (* 5. Januar 1895 in Rochsburg; † 14. Januar 1969 in Freiburg im Breisgau) war ein deutscher Politiker (GB/BHE, GDP).

## Leben
Keller arbeitete als Industriekaufmann in Pommern. Zum 1. Mai 1933 trat er der NSDAP bei (Mitgliedsnummer 2.629.574). Nach dem Zweiten Weltkrieg kam er als Heimatvertriebener nach Westdeutschland und ließ in Säckingen nieder, wo er als Kaufmann und Prokurist tätig war.
Keller schloss sich dem Bund der Heimatvertriebenen und Entrechteten (BHE) an und wurde bei den Landtagswahlen 1956 und 1960 über ein Zweitmandat des Wahlkreises Waldshut als Abgeordneter in den Landtag von Baden-Württemberg gewählt, dem er bis 1964 angehörte. Nach den Stimmenverlusten des GB/BHE bei der Bundestagswahl 1961 und dem Zusammenschluss mit der Deutschen Partei (DP) zur Gesamtdeutschen Partei (GDP) bildete diese seit Juni 1961 eine neue Landtagsfraktion, der alle ehemaligen BHE-Abgeordneten angehörten.
Keller hatte zweimal für den Deutschen Bundestag kandidiert, bei der Bundestagswahl 1957 für den GB/BHE und 1961 für die GDP, konnte aber nicht ins Parlament einziehen.